# Walt Disney World Pro Soccer Classic
El Walt Disney World Pro Soccer Classic es un torneo amistoso de pretemporada de fútbol organizado desde 2010 por Disney. Se disputa en un solo lugar, en el ESPN Wide World of Sports Complex en Lake Buena Vista, Florida. Actualmente se transmite por la señal de ESPN3.
Actualmente participan equipos de Estados Unidos y Canadá, especialmente juegan en la Major League Soccer y de otras divisiones.

## Formato de la competición
Está formado por 8 equipos, se juegan 2 grupos cada equipo juega tres partidos y el ganador de cada grupo accede a la final.

## Ganadores
| Edición | Campeón             | Subcampeón           | Tercer lugar       | Cuarto lugar   |
| ------- | ------------------- | -------------------- | ------------------ | -------------- |
| 2010    | New York Red Bulls  | Toronto FC           | Houston Dynamo     | FC Dallas      |
| 2011    | FC Dallas           | Houston Dynamo       | Orlando City       | Toronto FC     |
| 2012    | Vancouver Whitecaps | Toronto FC           | FC Dallas          | Houston Dynamo |
| 2013    | Impact de Montreal  | Columbus Crew        | No se jugó         | No se jugó     |
| 2014    | Columbus Crew       | Sporting Kansas City | New York Red Bulls | Orlando City   |

### Títulos por club
| Equipo              | Campeón | Subcampeón |
| ------------------- | ------- | ---------- |
| New York Red Bulls  | 1       | 0          |
| FC Dallas           | 1       | 0          |
| Vancouver Whitecaps | 1       | 0          |
| Impact de Montreal  | 1       | 0          |
| Columbus Crew       | 1       | 0          |